# Cromosfera

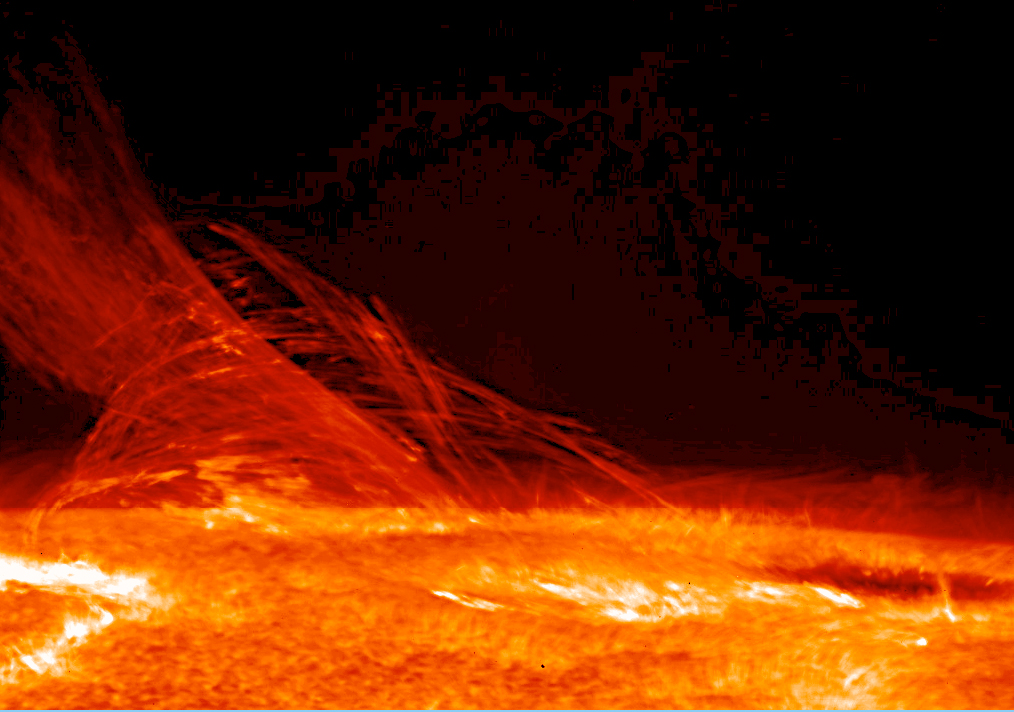
Imatge de la cromosfera del Sol

La cromosfera és la regió de l'atmosfera solar situada entre la fotosfera i la corona solar. La seua observació a simple vista només és possible durant la fase total d'un eclipsi de sol.